# Walter Becker (Musiker, 1956)
Walter Becker (* 1956 in Buenos Aires, Argentinien) ist ein deutscher Tango-Musiker, Sänger und Theaterregisseur.

## Leben
Er wurde 1956 als Kind deutschstämmiger Einwanderer in Buenos Aires, Argentinien geboren. Zum Schauspieler wurde er an der Taller de Teatro Guerberof (Guerberof-Schule) in Buenos Aires ausgebildet. Unter der Regie von Guerberof spielte er in den Jahren 1978 bis 1981 u. a. in „Diener zweier Herren“ (Carlo Goldoni), „Die kahle Sängerin“ (Eugène Ionesco), „Sechs Personen suchen einen Autor“ (Luigi Pirandello), „Hamlet“ (William Shakespeare).
Es folgten Schauspielseminare bei Dario Fo und Regieseminare bei Robert Sturúa im Teatro San Martín, Buenos Aires. Bis 1989 spielte er in vielen weiteren Inszenierungen.

## Musik
Zum Sänger, Musiker und Komponisten wurde er an Privatschulen in Buenos Aires ausgebildet. Seit 1976 singt er professionell; von 1978 bis 1982 war er Dirigent und Sänger des Vokal-Ensembles „Marajada“, mit dem er auch seine ersten Schallplatten aufnahm. In den Folgejahren komponierte er überwiegend für Theater und Fernsehen, bis er Ende der 1980er Jahre, als Sänger, Musiker und Komponist sowie als Tänzer, seine Liebe zum „Tango Argentino“ entdeckte. Als Tangosänger tritt er mit eigenen Programmen auf. Er gab Konzerte gemeinsam mit dem „Trio Nostalgia“, bestehend aus dem Gitarristen Quique Sinesi, dem Bandoneonisten Gustavo Battistessa und dem Pianisten Pablo Paredes. Im Feuilleton der Frankfurter Allgemeinen Zeitung wurde er als „Deutschlands bester Tangosänger“ bezeichnet.

## Theater
1995 entstand in Zusammenarbeit mit Nanny Fornis in Stuttgart „La República del Tango“, ein multikultureller Treffpunkt und Tangoschule. Er leitet gemeinsam mit Nanny Fornis das Teatro Ayelen Argentina in Stuttgart.
Am gleichen Ort gründete er 1995 mit Nanny Fornis zusammen die Internationale Schauspielakademie CreArte in Stuttgart und unterrichtet dort die Fächer Improvisation, Schauspiel und Gesang.

## Diskografie
- Tangos y otros pecados, Schmetterling Verlag
- Tango. Una pasión del sur, Schmetterling Verlag
- Tango – 100 Jahre Sinnlichkeit, Schmetterling Verlag
- Tangos und andere Sünden, Hamburg, Allmusica Production, [2004]
- Adivinanzas, Hamburg, Allmusica Production, [2003]
- Nostalgias, Hamburg, Allmusica Production, [2002]
- Tangos und andere Sünden, Stuttgart, Walter Becker, [2000]